# L'Enfant de sable
L'Enfant de sable est un roman de Tahar Ben Jelloun publié en 1985. Ce roman aura une suite, La Nuit sacrée publiée en 1987.

## Résumé
Le premier chapitre, «Homme» montre une personne, Zahra, cloîtrée d'elle-même dans sa chambre. Dans le chapitre suivant, un conteur raconte son histoire. Son père, Haj Ahmed désirait un fils, mais n'avait que des filles: «L’enfant à naître sera un mâle même si c’est une fille!»  Lorsque naît sa huitième fille, il fait croire à tout le monde que c'est un fils, et la nomme Ahmed. Sa mère deviendra complice avec le père. Lalla Radia, la vieille sage femme partagera leur secret aussi. Ahmed est élevée comme un garçon, avec des privilèges que n'ont pas ses sept sœurs.

## Études
- Odile Cazenave, «Gender, Age, and Narrative Transformations in L'Enfant de sable by Tahar Ben Jelloun», The French Review, vol. 64, n° 3 (février 1991), p. 437-450.
- Marie Fayad, «Borges in Tahar Ben Jelloun's L'Enfant de sable: Beyond Intertextuality», The French Review, vol. 67, n°. 2 (Dec., 1993), p. 291-299.
- Abbes Maazaoui, «L'Enfant de sable et La Nuit sacrée ou le corps tragique», The French Review, vol. 69, n°. 1 (Oct., 1995), p. 68-77.
- A. Hafez-Ergault, «L'espace clos dans trois ouvrages de Tahar Ben Jelloun: La réclusion solitaire, L'écrivain public et L'enfant de sable: Littérature et résistance», Présence francophone, 1997, n°50, p. 113-133
- Sabine Tamm, Secret du secret dans le silence du rêve dans le rêve: Traumerzählungen in den Romanen "L'enfant de sable" und "La nuit sacrée" von Tahar Ben Jelloun, Paris, Berne, Berlin, Peter Lang, 1998.
- Carine Bourget, «L'Intertexte islamique de L'Enfant de sable et La Nuit sacrée de Tahar Ben Jelloun», The French Review, vol. 72, n° 4 (Mar., 1999), p. 730-741.
- Laurence Kohn-Pireaux, Étude sur Tahar Ben Jelloun, "L'enfant de sable", "La nuit sacrée", Paris, Ellipses, 2000.
- Ikram Masmoudi, «Aventure et itinéraire d'un nom propre arabe dans "L'enfant de sable" de Tahar ben Jelloun», Arabica, t. 49, Fasc. 2 (avril 2002), p. 235-244.
- Carlos Alvarado-Larroucau,El Niño de arena, de Marruecos à Buenos Aires[2]. En espagnol: «Homenaje francófono a Borges poeta», Magdalena Cámpora, Javier R. González (éds.), Borges-Francia, Selectus, UCA (Universidad Católica Argentina), 2011, p. 261-268.

## Cinéma
- 1993 : La Nuit sacrée, film franco-marocain réalisé par Nicolas Klotz. Le scénario est tiré des romans L'Enfant de sable et La Nuit sacrée[3].